# Stana Katic
 (juillet 2024).
Si vous disposez d'ouvrages ou d'articles de référence ou si vous connaissez des sites web de qualité traitant du thème abordé ici, merci de compléter l'article en donnant les références utiles à sa vérifiabilité et en les liant à la section « Notes et références ».
Pour les articles homonymes, voir Katić.
Stana Katic (parfois orthographié Stana Katić), née le 26 avril 1978 à Hamilton, en Ontario (Canada), est une actrice canado-américaine.
Elle est principalement connue pour avoir interprété de 2009 à 2016 la lieutenant de police Kate Beckett dans la série Castle, où elle partageait l'affiche avec Nathan Fillion. Elle tient ensuite le rôle principal de la série Absentia, dans laquelle elle joue l'agent du FBI Emily Byrne.
Elle parle couramment anglais, français, italien, slovène et serbo-croate.

## Biographie

### Jeunesse et formation
Stana Katic est née le 26 avril 1978 à Hamilton, en Ontario au Canada, de parents croates ayant émigré de Yougoslavie. À propos de son ethnicité, Stana déclare : « Mes parents sont des Serbes de Croatie. Je nous appelle Dalmates parce que c'est la partie de la planète dont nous sommes originaires. J'ai des membres de ma famille Serbes, Croates et même une poignée de Monténégrins ». Son père est originaire de Vrlika et sa mère des alentours de Sinj. Elle est l'aînée de quatre frères et une sœur. Le prénom Stana lui vient directement de sa grand-mère.
Stana a ensuite déménagé avec sa famille à Aurora, municipalité de l'Illinois, et passe les années suivantes à faire des va-et-vient entre le Canada et les États-Unis.
Diplômée de la West Aurora High School (équivalent d'un cycle de lycée) en 1996, elle s'inscrit en étude des relations internationales, économie et préparation au droit au Trinity College de l'Université de Toronto, puis à la Theatre School de l'Université Paul à Chicago, où elle obtient une maîtrise en 2002. Elle étudie l'art dramatique à Beverly Hills (Californie), au sein de la " Beverly Hills Playhouse acting school ".

### Carrière

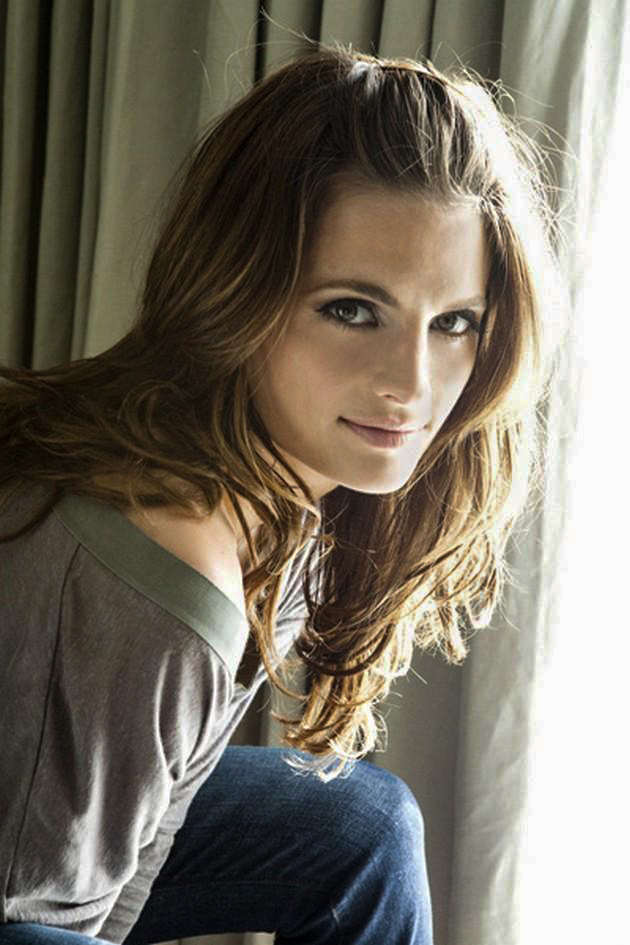
Stana Katic en mai 2010.

Son premier rôle lui est donné par un ami dans un film indépendant que celui-ci préparait.
Stana Katic apparaît ensuite dans des rôles secondaires dans plusieurs séries américaines à succès : Alias, The Shield, Urgences, 24 heures chrono, Heroes et Les Experts : Miami.
Elle participe aux films : Quantum of Solace de Marc Forster et The Spirit de Frank Miller.
Elle joue dans le téléfilm d'aventure Les Aventures de Flynn Carson : Le Secret de la coupe maudite avec Noah Wyle.
En 2008, elle fonde sa maison de production Sine Timore Productions.
En 2009, elle devient célèbre en endossant le rôle de l'intrépide lieutenant de police Katherine « Kate » Beckett, enquêtrice cheffe d'équipe au NYPD, dans la série américaine Castle.
Elle joue dans le film For Lovers Only des frères Polish et a prêté sa voix à Talia al-Ghul dans le jeu vidéo Batman: Arkham City.
En 2017, elle fait son retour à la télévision en jouant le rôle de l'agent du FBI Emily Byrne, héroïne de la série Absentia.

### Vie privée
Stana Katic a épousé son compagnon de longue date, Kris Brkljac (parfois écrit Kris Brkljać), dans un monastère privé sur la côte dalmate, en Croatie, le jour de son anniversaire, le 26 avril 2015. En 2022, à l'occasion de la fête des pères on apprend qu'ils sont devenus parents[réf. nécessaire].
Elle est à l'origine de la création de l'Alternative Travel Project avec sa co-star Seamus Dever (lieutenant Kevin Ryan dans Castle), qui encourage chacun à abandonner sa voiture au profit de moyens de transport plus propres, comme le vélo, la marche ou les transports en commun et participe au développement et à la promotion d'une voiture écologique (Arcimoto).

## Filmographie

### Cinéma

#### Court métrage
- 1999 : Acid Freaks de P.H. Bergeron : Annie

#### Longs métrages
- 2003 : Shut-Eye de John Covert : Angela (vidéofilm)
- 2005 : Pit-Fighter de Jesse V. Johnson : Marianne
- 2007 : Festin d'amour de Robert Benton : Jenny
- 2008 : Stiletto de Nick Vallelonga : Raina Mavias
- 2008 : Quantum of Solace de Marc Forster : Corinne Veneau, l'agent du SCRS à Kazan
- 2008 : The Spirit de Frank Miller : Morgenstern
- 2010 : Truth About Kerry de Katie Torpey : Emma
- 2011 : For Lovers Only des Frères Polish : Sofia
- 2011 : Secret Identity de Michael Brandt : Amber
- 2013 : Big Sur des Frères Polish : Lenore Kandel
- 2013 : Superman contre Brainiac de James Tucker : Lois Lane (voix, vidéofilm)
- 2013 : CBGB de Randall Miller : Genya Ravan
- 2016 : À la poursuite du manuscrit sacré : La Quête de la vérité (The Rendezvous) d'Amin Matalqa et Annemarie Jacir : Rachel Rozman
- 2017 : Lost in Florence d'Evan Oppenheimer : Anna
- 2018 : L'Exorcisme de Hannah Grace (The Possession of Hannah Grace) de Diederik van Rooijen : Lisa Roberts
- 2019 : Liberté: A Call to Spy de Lydia Dean Pilcher : Vera Atkins
- 2021 : Justice Society: World War II de Jeff Wamester : Wonder Woman / Diana Prince (voix originale - vidéofilm)
- 2024 : Justice League: Crisis on Infinite Earths de Jeff Wamester : Wonder Woman / Diana Prince (voix originale - vidéofilm)

### Télévision

#### Téléfilms
- 2006 : Dragon Dynasty de Matt Codd : Ava
- 2006 : Faceless de Joe Carnahan : Diana Palos
- 2008 : Les Aventures de Flynn Carson : Le Secret de la coupe maudite de Jonathan Frakes : Simone Renoir
- 2016 : Quatre sœurs unies par le secret de Sean Hanish : Carolina

#### Séries télévisées
- 2004 : FBI : Opérations secrètes : Mariella (épisode 12)
- 2004 : Alias : Hôtesse de l'air (saison 3, épisode 15)
- 2004 : Dragnet : Miriam Nelson (saison 2, épisode 08)
- 2004 : The Shield : Ayla (saison 3, épisodes 14 et 15)
- 2004 : JAG : Lucienne Charmoli (saison 10, épisode 05)
- 2005 : The Closer : L.A. enquêtes prioritaires : Nadia Orwell (saison 1, épisode 03)
- 2005 : Urgences : Blaire Collins (saison 12, épisodes 04 et 05)
- 2006 : 24 heures chrono : Collette Stenger (saison 5, épisodes 13, 14 et 15)
- 2006 : Brothers and Sisters : Karen Wells (saison 1, épisode 01)
- 2007 : Heroes : Hana Gitelman (saison 1, épisodes 16 puis 20)
- 2007 : Les Experts : Miami : Rita Sullivan (saison 6, épisode 05)
- 2007 : The Unit : Commando d'élite : Agent spécial Adrian Lane (saison 3, épisode 09)
- 2007 : Company Man : Sara Baker (rôle principal, mais série non poursuivie par 20th Century Fox Television après diffusion du pilote)
- 2008 : Would Be Kings (en) : Julianna Martinelli (mini-série canadienne ; S. K. apparaît dans les 2 épisodes)
- 2009 - 2016 : Castle : Kate Beckett (rôle principal - créditée pour les 173 épisodes, apparaît dans 171 ; S. K. est également productrice de 22 épisodes)
- 2012 : Fletcher Drive : Greta (épisode 01)
- 2017 - 2020 : Absentia : Emily Byrne (rôle principal ; S. K. est également productrice exécutive de 10 épisodes)
- 2024 : Murder in a Small Town (en) : Zoe Strachan (Saison 1 ep.3)

### Jeux vidéo
- 2011 : Batman: Arkham City : Talia al Ghul (voix)

### En tant que productrice
- 2010 : The Alternative Travel Project de Sam Griffith (documentaire ; S. K. en est également la scénariste)
- 2013 : ATP Chapter 2 de Zachary Wright (documentaire)

### En tant que réalisatrice
- 2012 : ATP Chapter 1: One Day (documentaire ; S. K. en est également productrice)

## Voix françaises
En France, Anne Massoteau est la voix française régulière de Stana Katic depuis la série Castle ; auparavant elle a été doublée par de nombreuses comédiennes :
En France
| - Anne Massoteau dans : - Castle (série télévisée) - À la poursuite du manuscrit sacré : La Quête de la vérité - Quatre sœurs unies par le secret - Absentia (série télévisée) - L'Exorcisme de Hannah Grace | et aussi - Emmanuelle Bondeville dans The Shield (série télévisée) - Delphine Braillon dans The Closer : L.A. enquêtes prioritaires (série télévisée) - Christine Bellier dans La Dynastie des dragons - Françoise Cadol dans 24 heures chrono (série télévisée) - Céline Mauge dans Les Aventures de Flynn Carson : Le Secret de la coupe maudite - Lydia Cherton dans Quantum of Solace - Anne Leguernec dans The Spirit - Valérie Siclay dans Batman: Arkham City (voix, jeux vidéo) - Véronique Augereau dans Superman contre Brainiac (voix) |

## Distinctions
Sauf indication contraire ou complémentaire, les informations mentionnées dans cette section proviennent de la base de données IMDb.

### Récompenses
- TV Guide Awards 2011 : couple préféré partagée avec Nathan Fillion dans une série télévisée dramatique pour Castle (2009-2016).
- Prism Awards 2012 : meilleure actrice dans une série télévisée dramatique pour Castle (2009-2016).
- TV Guide Awards 2012 : couple préféré partagée avec Nathan Fillion dans une série télévisée dramatique pour Castle (2009-2016).
- TV Guide Awards 2013 : couple préféré partagée avec Nathan Fillion dans une série télévisée dramatique pour Castle (2009-2016).
- 40e cérémonie des People's Choice Awards 2014 : meilleure actrice dans une série télévisée dramatique pour Castle (2009-2016).
- TV Guide Awards 2014 : actrice préférée dans une série télévisée dramatique pour Castle (2009-2016).
- 41e cérémonie des People's Choice Awards 2015 : meilleure actrice dans une série télévisée dramatique pour Castle (2009-2016).
- 42e cérémonie des People's Choice Awards 2016 : meilleure actrice dans une série télévisée dramatique pour Castle (2009-2016).

### Nominations
- 14e cérémonie des Satellite Awards 2009 : meilleure actrice dans une série télévisée dramatique pour Castle (2009-2016).
- 39e cérémonie des People's Choice Awards 2013 : meilleure actrice dans une série télévisée dramatique pour Castle (2009-2016).
- 40e cérémonie des People's Choice Awards 2014 : meilleure alchimie à l'écran partagée avec Nathan Fillion dans une série télévisée dramatique pour Castle (2009-2016).
- TV Guide Awards 2014 : couple préféré partagée avec Nathan Fillion dans une série télévisée dramatique pour Castle (2009-2016).
- 41e cérémonie des People's Choice Awards 2015 : meilleur duo à la télévision partagée avec Nathan Fillion dans une série télévisée dramatique pour Castle (2009-2016).